# Serge Nubret
Serge Nubret (n. 6 octombrie 1938, Anse-Bertrand⁠(d), Guadeloupe, Franța – d. 19 aprilie 2011, Pierrefitte-sur-Seine, Île-de-France, Franța) a fost un culturist profesionist, actor și autor francez. A câștigat numeroase concursuri de culturism, inclusiv ediția din 1976 a concursului NABBA Mr. Universe⁠(d). Nubret era denumit „Pantera Neagră”.

## Biografie
Nubret s-a născut la 6 octombrie 1938 în Anse-Bertrand⁠(d), Guadelupa. Dragostea sa pentru culturism a fost puternic influențată de actorul Steve Reeves.

### Cariera
În 1960, Nubret s-a alăturat Federației Internaționale a Culturistilor și a fost declarat drept „Cel mai musculos om din lume” în Montreal. Nubret a continuat să-și îmbunătățească condiția fizică, câștigând titluri precum NABBA Mr. Universe în 1976 (Londra), WBBG Pro. Mr. World și Mr. Olympus în 1977 (New York). În 1983, la 23 de ani după primul său titlu important, a devenit campion mondial WABBA la Roma. La 65 de ani, Nubret a oferit un ultim spectacol publicului său în timpul Campionatelor Mondiale din Franța din 2003.
Pe lângă influența sa asupra culturismului, recunoscută de experți, colegi și fani, Nubret s-a dedicat dezvoltării și promovării acestui sport. A fost vicepreședinte federației IFBB franceze din 1971 până în 1974. În 1975, acesta a fondat World Amateur Body Building Association (WABBA) pentru a organiza competiții de culturism dedicate începătorilor. Nubret a apărut în roluri minore de film pe parcursul carierei sale, fiind prezent și în documentarul Pumping Iron (1977) despre Arnold Schwarzenegger.
În 2006, Nubret a scris autobiografia Je suis... Moi &Dieu (Eu sunt... Eu și Dumnezeu) în colaborare cu Louis-Xavier Babin-Lachaud. Cartea a fost publicată doar în limba franceză.

## Viața personală și moartea
Nubret a avut trei fiice (Pascale, Karine și Grace) și un fiu (Stanley) din două căsătorii și o relație. Cea de-a doua căsătorie a fost cu Jacqueline Nubret, o culturistă⁠(d) premiată cu numeroase titluri.
În martie 2009, Nubret a intrat în comă și a murit în cele din urmă pe 19 aprilie 2011 din cauza naturale.

## Premii
- 1958: Mr. Guadelupa
- 1960: IFBB World Most Muscular Man
- 1963: NABBA Pro Mr. Universe (locul II)
- 1964: NABBA Pro Mr. Universe (locul II)
- 1969: NABBA Pro Mr. Universe (locul III)
- 1969: IFBB Mr. World (înalt) (locul II)
- 1970: IFBB Mr. Europe (înalt)
- 1972: IFBB Mr. Olympia⁠(d) (locul III)
- 1973: IFBB Mr. Olympia⁠(d) (locul III)
- 1975: IFBB Mr. Olympia⁠(d) (categoria grea, locul II)
- 1976: NABBA Pro Mr. Universe
- 1976: WBBG Mr. Olympus (locul II)
- 1977: NABBA Pro Mr. Universe (locul II)
- 1977: WBBG Mr. Olympus
- 1977: WBBG Pro Mr. World
- 1978: NABBA Pro. Mr. Universe (locul II)
- 1981: Pro WABBA World Championships
- 1983: Pro WABBA World Championships

## Filmografie
- My Son, the Hero (1962) (cu Giuliano Gemma) - Rator
- Goliath and the Rebel Slave (1963) (cu Gordon Scott) - Milan
- Un gosse de la butte (1964) (cu René Lefèvre) - Vincent
- 13 Days to Die (1965) - Pongo
- Tom Sawyers und Huckleberry Finns Abenteuer (1968, miniserie TV) - Jim
- The Seven Red Berets (1969) (cu Kirk Morris) - Martinez
- The Cop  (1970) - Le Noir
- César and Rosalie (1972) (cu Yves Montand)
- Impossible... pas français (1974)
- Les demoiselles à péage (1975) - Boulou
- Pumping Iron (1977, documentar, cu Arnold Schwarzenegger și Lou Ferrigno)
- La part du feu (1978)
- Nous maigrirons ensemble (1979)
- Breakfast Included (1980, miniserie TV) - Sissou Lemarchand
- The Professional (1981) (cu Jean-Paul Belmondo)
- Série Noire (1984, serial TV) - Pierrot
- Sins (1986, Miniserie TV) - maseur (ultimul rol)